# The Newgate Calendar

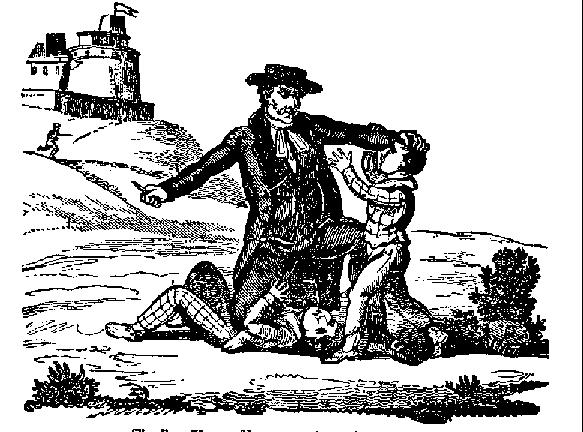
Une illustration du Newgate Calendar datant du XVIIIe siècle montrant deux enfants et le révérend Thomas Hunter, un tueur d'enfants exécuté en août 1700.

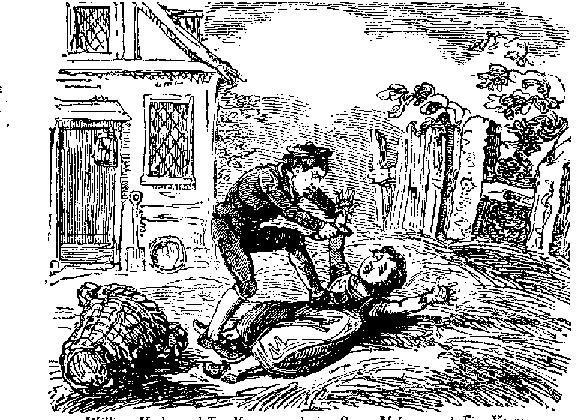
Une illustration du Newgate Calendar datant de la fin du XVIIIe siècle montrant William York, âgé de 10 ans, tuant Susan Matthew, âgée de 5 ans, le 13 mai 1748. York a été condamné à la pendaison, mais a obtenu un pardon.

« The Newgate Calendar » est une série de publications britanniques prenant la forme de bulletins, rassemblés en volumes, appartenant au genre littérature populaire et inventoriant crimes et exécutions. Elle eut un gros succès aux XVIIIe et XIXe siècles. 
Publicisant à l'origine la vie et les faits d'un criminel, et destiné prétendument à l'éducation morale et religieuse des classes défavorisées, mais conçu sans aucun doute pour maintenir en place l'ordre social et l'illusion d'une justice égale pour tous, ce type de publication va, au fil des années, finir par établir l'inventaire de la plupart des affaires criminelles du pays, soumis à cette époque à un régime pénal défini par the Bloody Code (lequel permettait par exemple d'exécuter des femmes et des enfants, parfois pour un simple vol). 
Vendu par colportage, les bulletins et les almanachs sont composés de résumés, d'anecdotes, et parfois de gravures sur bois de basse qualité graphique, pour la plupart non signées ; le tout s'apparente par la forme au chapbook. Ils étaient vendus sur le lieu même de l'exécution puis dans les campagnes. Avec la Bible, Le Livre des Martyrs  de John Foxe et Le Voyage du pèlerin de John Bunyan, ces bulletins se retrouvent à cette époque le plus communément dans les foyers anglais.
Vers 1705, paraît à Londres le Tyburn Calendar; or Malefactors Bloody Register publié par un certain G. Swindells : c'est la plus ancienne publication répertoriée en Angleterre de cette nature. Des cahiers regroupant les différents bulletins ont commencé à paraître dès le milieu du XVIIIe siècle. Ainsi, furent publiés The Tyburn Chronicle (1768), puis The Newgate Calendar; or the Malefactor's' Bloody Register (« Almanach sanglant des malfaiteurs », 1774-1778), trois volumes compilant près d'un millier de cas de morts violentes dans le monde entier et comprenant un total de 800 feuillets.
Le terme « Newgate Register » apparaît à partir du moment où la prison de Newgate devient le principal lieu d'exécution londonien en 1783, après la suppression des gibets de Tyburn. Les premiers bulletins sont rédigés au départ par le responsable de la prison, en accord avec l'Old Bailey. Publié mensuellement, il listait originellement les exécutions capitales s'y déroulant. Le titre a été repris ensuite par d'autres éditeurs qui ont publié des biographies de criminels prenant la forme de chapbooks. On y trouve ainsi la vie de criminels ou d'opposants politiques britanniques notoires, comme Sawney Bean, Dick Turpin, John Wilkes et Moll Cutpurse. 
Au fil du temps, le succès aidant, les publications se multiplient et nombre de comptes rendus d'affaires sont simplifiés, parfois enjolivés ou simplement repris, tel quel, sans recul critique et sans source. L'illustration va tenir ensuite une grande place, ainsi que des anecdotes, qui accentuent les aspects dramatiques. Plusieurs bulletins mentionnent également des évènements  et des débats sociaux contemporains aux exécutions ou aux affaires criminelles. 
En 1795, The New & Complete Newgate Calender est proposé en plusieurs volumes, puis se succèdent de nombreuses compilations, cette fois illustrées. Une nouvelle édition en quatre volumes a été publiée en 1824 par deux avocats, Andrew Knapp et William Baldwin. Une autre est parue en 1826 sous le titre The New Newgate Calendar, dont la qualité d'impression est supérieure. Entre 1823 et 1825, paraît The Terrific Register; or records of crimes, providences, jugdments, or calamities qui s'inscrit dans cette logique de compiler crimes et catastrophes, publication ayant pour devise God's Revenge against murder, illustré de vignettes macabres composées par John Byfield.
Ces récits sanglants inspirèrent des écrivains comme Charles Dickens. Ils furent à l'origine de périodiques appelés Penny Blood (ou Penny Dreadful), vendu l'équivalent d'un penny, récits néogothiques où se mêlaient l'imaginaire, légendes urbaines et crimes de sang. Le récit des crimes de Sweeney Todd, devenus mythiques, sont transmis aux lecteurs par ce genre de publications populaires.
Devenu le titre d'un genre de publication, les Newgate Calenders firent les choux gras d'éditeurs anglais jusqu'aux débuts du XXe siècle et constitue un intéressant témoignage sur l'historiographie criminologique.